# 澳門網絡文化
澳門網絡文化為澳門文化中的網絡文化。

## 流行網絡用語

### 澳門有宝藏
「蓮花宝地」、「澳門有宝藏」等字眼是澳門近年興起的網絡用語，以諷刺澳門的掘路工程繁多。2016年，澳門共有485個掘路工程。頻繁的掘路工程除了促使交通擠塞、妨礙市民在街道上行走外，還令工地附近的居民受到困擾。

### 「賭牆」
近年澳門博彩業興盛，在2017年，共有超過30間賭場，而博彩業也成為了澳門的重要的經濟支柱。而風暴吹襲由於對澳門賭場收入有影響，加上澳門氣象局被批評多次沒有按實際情況而懸掛適當風球（由2007年至今至少13次），比鄰近的香港嚴重4倍以上，有網民便以香港李氏力場為藍本，衍生出「賭牆」惡搞文化。

### 廿二萬
全稱“行走中的廿二萬”，是2023年興起的澳門網絡流行語，意思是指不守交通規則亂過馬路，或指在馬路中心“打卡”無視車輛通過的行人，此舉造成澳門交通與道路安全的主要亂象。該流行語是源自於2023年11月16日的一宗交通意外，一個中國內地籍就讀澳門城市大學的18歲大一女學生於高美士街，懷疑沒有觀察正確來車方向，結果被一輛私家車撞倒，治安警經初步調查指出，該名女學生因未有注意來車及未使用行人過路設施橫過車行道，除了對女學生作出票控外，更控告肇事私家車司機未有安全停車，引起社交媒體網民關注和不滿；實際上，該流行語的真正來源是發生在2017年10月25日晚上於澳門半島提督馬路的一宗交通意外，一名六旬老人因不守行人交通燈號被一名電單車撞倒最終變成植物人，電單車司機隨後被檢察部門控告過失嚴重傷人，連同保險公司被要求索償200多萬元，最終上訴至終審法院後改判只須賠償約22萬元；隨後在社交平台網路上，部分澳門本地網民將該詞用於一些在澳門不遵守交通規劃、不依交通地線或不使用行人過路設施亂過馬路的行人，隨後又形容一些在社交平台小紅書上在馬路中央拍攝的旅客，如果被車撞即會獲22萬賠償，所以被稱為“行走的廿二萬。